# Karl Schroeder
Karl Ludwig Ernst Friedrich Schroeder (Neustrelitz, 1838. szeptember 9. – Berlin, 1887. február 8.) német orvos.

## Pályafutása
Tanulmányait Würzburgban és Rostockban elvégezvén, 1864-ben Bonnban Gustav Veit segéde lett és 1866-tól magántanárként dolgozott. 1868-ban Erlangenben a szülészet tanára és a szülészeti klinika igazgatójává választották. 1876-ban ugyanilyen minőségben Berlinbe hívták és a Charité klinika nőgyógyászati osztályának igazgatójává nevezték ki. Schroeder a 19. század egyik legnevezetesebb nőgyógyásza volt.

## Nevezetesebb művei
- Lehrbuch der Geburtshilfe (10. kiad. Bonn, 1888);
- Handbuch der Krankheiten der weiblichen Geschlechtsorgane (10. kiad. uo. 1890).